# 竹田復
竹田 復（たけだ さかえ、1891年（明治24年）1月10日 - 1986年（昭和61年）11月7日）は、日本の中国文学者・中国語学者。東京教育大学名誉教授。

## 人物
山梨県生まれ。父は漢学者・竹田左膳。病弱なため和歌山県で小学校を終え、静岡中学校、1914年第一高等学校卒、1918年東京帝国大学文学部支那文学科卒、大学院入学、1921年から1924年北京に学ぶ。
1925年より第一高等学校教授、東京帝国大学文学部助教授を兼任。1945年に「支那口語文学源流考」で東京帝国大学文学博士を取得。1945年1月、東京文理科大学教授。1948年東京教育大学（現筑波大学）教授、1952年定年退官、東洋大学教授、1958年日本大学教授、1964年大東文化大学教授、1967年名誉教授。

## 家族・親族
東大教養学部名誉教授竹田晃、大東文化大学元教授竹田宏の父。

## 編著書
- 『昭和漢文読本教授参考書』（全4編、文学社、1932-1933年）
- 『支那語發音四聲速習表』（魚返善雄との共著、三省堂、1940年）
- 『支那語新辞典』（博文館、1941年）
- 『新字体漢和新字典』（河野書店、1954年）

### 共編
- 『高等漢文 諸子抄』（島田鈞一・佐久節との共編、育英書院、1921年）
- 『中国文学史の問題点』（倉石武四郎との共編、中央公論社、1957年）
- 『現代中国文学論選』（飯田吉郎との共編、アジア出版社、1958年）

### 監修
- 『解明新辞典 選名字典・かな使い便覧』（鶴書房、1956年）
- 『常用新辞典 和英併用・ペン字入』（鶴書房、1956年）
- 『新式模範辞典 常識最新語・新かなづかい』（鶴書房、1958年）

#### シリーズ監修
- 「日本古典文庫」（佐佐木信綱・久松潜一との共同監修、いてふ本刊行会、1953年）

### 校訂
- 『毛詩講本』（島田鈞一との共同校訂、育英書院、1926年）

## 参考記事
- 『東京帝国大学学術大観 文学部』（1943年）
- 内山知也「名譽教授竹田復先生の思い出（先學を語る）」『大東文化大学漢学会誌』（44号、pp. 31-40、2005年3月）
- 宇野精一、前野直彬と座談会「学問の思い出　竹田復博士を囲んで」『東方學』1969年　
  - 東方学会編 『東方学回想 Ⅲ　学問の思い出〈1〉』 刀水書房、2000年 に収録